# Willamette (rivier)
De Willamette is een rivier in het noordwesten van de Verenigde Staten van Amerika in de staat Oregon. Het is een zijrivier van de Columbia en heeft een lengte van 301 kilometer. De naam is afgeleid van de naam van een dorp van de Clackamas-indianen.
De rivier stroomt noordwaarts van de Oregon Coast Range naar de Cascade Range en vormt met haar zijrivieren de Willamette-vallei. Zo'n 70 procent van de populatie van Oregon woont in deze vallei, inclusief Portland, de grootste stad van Oregon, die op de beide oevers van de rivier ligt, nabij de uitmonding in de Columbia.
De weelderige vallei wordt van water voorzien door de overvloedige regenval op de westzijde van de Cascades en vormt een van de meest vruchtbare landbouwgebieden in Noord-Amerika. Het was het doel van veel, zo niet alle immigranten, die zich op de Oregon Trail begaven. Gedurende de vroege geschiedenis van de staat Oregon was de rivier een belangrijke transportroute voor hout en landbouwproducten van de staat naar de rest van de wereld.
Een deel van het stroomgebied, het Willamette Floodplain, werd in 1987 bestempeld als nationaal natuurmonument (National Natural Landmark).
De rivier ontstaat door het samengaan van de drie verschillende rivieren in de bergen ten zuiden en zuidoosten van Eugene, in het zuiden van de Willamette-vallei. De Middle Fork Willamette ontspringt op de noordwestelijke flank van Sawtooth Mountain en stroomt naar het noordwesten. De rivier verzamelt het water van een groot aantal kleine zijrivieren en stroomt 6 km ten zuiden van Oakridge door het Hills Creek Reservoir. Twee kilometer ten noordwesten van Oakridge stroomt de North Fork Willamette in de Middle Fork. De North Fork ontstaat bij het Waldomeer aan de voet van Waldo Mountain, 20 km ten oosten van Oakridge. Ook deze rivier verzamelt water uit tal van kleine zijriviertjes. De gecombineerde Middle Fork stroomt naar het noordwesten door het Lookout Point Reservoir en het Dexter Reservoir. Drie kilometer ten zuidoosten van Eugene voegt de Coast Fork Willamette zich samen met de Middle Fork om de Willamette te vormen. De Willamette stroomt naar het noorden waar, 8 km ten noorden van Eugene, de McKenzie zich bij de rivier voegt. Twee km ten zuiden van Buena Vista stroomt nog de rivier Santiam en bij Gladstone de rivier Clackamas in de rivier. Ze passeert Portland waar ze, even ten noorden van de stad, in de Columbia uitmondt.
- Library of Congress Control Number: sh85146781
- National Archives and Records Administration: 10038543
- Nationale Bibliotheek van Israël: 987007558404705171
- Virtual International Authority File: 315127421